# Synthèse d'indole de Larock
La synthèse d'indole de Larock est une série de réactions organiques utilisée pour synthétiser des indoles à partir d'ortho-iodoanilines et d'un alcyne disubstitué.
Un excès d'alcyne, en utilisant du carbonate de palladium ou de l'acétate de palladium, une base et en ajoutant un équivalent de chlorure de lithium tendrait vers les plus hauts rendements. Un grand nombre de groupes fonctionnels sont tolérés aussi bien sur l'aniline que sur l'alcyne.
En ce qui concerne la régiosélectivité concernant l'alcyne, le groupe R avec le plus gros encombrement stérique se retrouvera en position du groupe R2 du composé final.